# Marcin Schodowski
Marcin Schodowski (ur. 28 grudnia 1987) – polski piłkarz ręczny, bramkarz, od 2019 zawodnik Zagłębia Lubin.
W latach 2006–2010 występował w Śląsku Wrocław, w tym w sezonach 2006/2007 i 2009/2010 w Ekstraklasie. Będąc zawodnikiem wrocławskiej drużyny, zdobył w najwyższej klasie rozgrywkowej jednego gola – 15 maja 2010 rzucił bramkę w przegranym meczu z NMC Powenem Zabrze.
W sezonie 2010/2011 występował w ŚKPR Świdnica. W 2011 powrócił do reaktywowanego Śląska Wrocław, z którym w sezonie 2011/2012 awansował do I ligi, a w sezonie 2013/2014 do Superligi. W sezonie 2014/2015 zmagał się z kontuzją, dlatego w najwyższej klasie rozgrywkowej rozegrał jedynie osiem meczów. W sezonie 2015/2016 był zawodnikiem pierwszoligowego Moto-Jelcz Oława. W latach 2016–2019 grał w Piotrkowianinie Piotrków Trybunalski. W sezonie 2017/2018, w którym rozegrał 27 meczów, bronił ze skutecznością 31,7% (208/657). W sezonie 2018/2019, w którym rozegrał 27 spotkań i zdobył jednego gola, bronił ze skutecznością 28,6% (192/671). W 2019 został zawodnikiem Zagłębia Lubin.
W październiku 2017 został powołany do reprezentacji Polski B na turniej towarzyski w Płocku. Zagrał w nim w meczach z Litwą, Rosją B i Słowacją B, otrzymując nagrodę dla najlepszego bramkarza imprezy. W kwietniu 2018 uczestniczył w turnieju drugich reprezentacji w węgierskim Siófok (wystąpił w dwóch meczach).
Do reprezentacji Polski A po raz pierwszy został powołany w sierpniu 2017 przez trenera Piotra Przybeckiego. W kadrze narodowej zadebiutował 28 grudnia 2017 w wygranym towarzyskim meczu z Bahrajnem (26:18).